# Faiq Bağırov
Faiq Bağırov, född 3 februari 1976, är en friidrottare från Azerbajdzjan. Han deltog vid olympiska sommarspelen 2000.